# Paul von Hase
Karl Paul Immanuel von Hase, född 24 juli 1885 i Hannover, död 8 augusti 1944 i Berlin, var en tysk generallöjtnant. År 1940 utnämndes han till stadskommendant för Berlin.
Efter att ha deltagit i fälttågen mot Polen 1939 och Frankrike 1940 insjuknade von Hase hösten 1940 och kunde inte längre delta i aktiv stridstjänst. Han utnämndes till stadskommendant för Berlin och kunde då intensifiera sina kontakter med bland andra Ludwig Beck och andra höga officerare som planerade att röja Adolf Hitler ur vägen.
von Hase kom att bli en av ledarna för sammansvärjningen mot Hitler och tog aktiv del i 20 juli-attentatet. Han arresterades dock redan på kvällen den 20 juli och ställdes 8 augusti inför Folkdomstolen med Roland Freisler som domare. von Hase dömdes till döden för högförräderi och avrättades genom hängning senare samma dag i Plötzenseefängelset i Berlin.
Paul von Hase var morbror till Dietrich Bonhoeffer.

### Webbkällor
- ”Paul von Hase” (på tyska). Gedenkstätte Deutscher Widerstand. Arkiverad från originalet den 12 juni 2014. https://www.webcitation.org/6QHh4LEId?url=http://www.gdw-berlin.de/nc/de/vertiefung/biographien/biografie/view-bio/hase/. Läst 12 juni 2014.